# Phrudocentra condensata
Phrudocentra condensata är en fjärilsart som beskrevs av W. Warren 1907. Phrudocentra condensata ingår i släktet Phrudocentra och familjen mätare. Inga underarter finns listade i Catalogue of Life.